# Maximilian Schell
Maximilian Schell, avstrijsko-švicarski igralec, režiser, producent in scenarist, * 8. december 1930, Dunaj, Avstrija, † 1. februar 2014, Innsbruck.

## Biografija
Rodil se je v družini umetnikov, ki je po priključitvi Avstrije Tretjemu raju leta 1938 prebegnila v Švico. Ustalili so se v Zürichu, kjer se je po vojni še kot šolar posvetil igri in režiji. Študija ni končal, namesto tega se je odločil za kariero igralca. Pričel jo je v gledaliških skupinah v Švici, Avstriji in Nemčiji, nakar je nastopil tudi v nekaj filmih, večinoma nemških protivojnih. Kasneje je odšel v Hollywood in dobival glavne vloge v vrsti ameriških filmov o nacistih, saj je tekoče govoril tako nemško kot angleško. Za svojo drugo hollywoodsko vlogo, v kateri je uprizoril odvetnika obrambe v drami Judgment at Nuremberg o nürnberških procesih, je leta 1961 prejel oskarja in zlati globus za najboljšega igralca kot prvi nemško govoreči igralec po drugi svetovni vojni. 
Kot igralec je imel širši razpon in je upodabljal raznolike osebnosti, od Simona Bolivarja in Petra Velikega do Alberta Einsteina, čeprav je v preostanku 1960. let igral v komercialno naravnanih filmih, kjer ni imel priložnosti izstopati kot igralec. Še dve nominaciji za oskarja si je prislužil z nastopoma v filmih The Man in the Glass Booth (1975) in Julija (1977), za vlogo Lenina v televizijskem filmu Stalin (1992) pa drugi zlati globus. Kot gledališki igralec je bil najbolj znan po vlogi Hamleta, kot režiser in producent pa je ustvarjal raznolike filme, opere in gledališke predstave, nekatere bolj umetniško, druge bolj komercialno naravnane.
Po letu 2000 je bil zaradi zdravstvenih težav manj aktiven, a je nadaljeval z igranjem predvsem na televiziji. Leta 2005 se je ločil od ruske igralke Natalije Andrejčenko, s katero je bil poročen od leta 1985 in imel z njo hči Nastassjo. Leto dni pred smrtjo se je poročil drugič, tokrat s hrvaško-nemško operno pevko Ivo Mihanovic. Ob poklicnem slovesu je bil tudi priznan amaterski pianist; delal je z znamenitimi dirigenti, kot sta Claudio Abbado in Leonard Bernstein ter z različnimi orkestri. Tudi njegov brat in sestre so bili igralci, znana je bila predvsem sestra Maria, s katero je večkrat nastopal in o njej leta 2002 produciral dokumentarni film My Sister Maria.